# Prússia (região)
Prússia (em polonês/polaco:  Prusyⓘ; em lituano:  Prūsija; em russo:  Пруссияⓘ; Prussiano Antigo: Prūsa; em alemão:  Preußenⓘ; em latim: Pruthenia/Prussia/Borussia) é uma região histórica da Europa Central, na costa sudeste do Mar Báltico, que se estende desde o delta do Vístula, a oeste, até ao final do Istmo da Curlândia, a leste, e se estende para o interior até à Masúria, dividida entre a Polônia, Rússia e Lituânia.
Germânia de Tácito (98 D.C.) é o registro mais antigo conhecido de relato de uma testemunha ocular sobre o território e seus habitantes. Plínio, o Velho, já havia confirmado que os romanos haviam navegado nas águas além da Península Cimbric (Jutlândia). Suíones, Sitones, Godos e outros povos germânicos tinham-se estabelecido temporariamente a leste e a oeste do rio Vístula durante o Período Migratório, adjacentes aos Éstios, que viviam mais a leste. Esta região também é muitas vezes referida como Velha Prússia.

## Visão geral
Os habitantes da região da Idade Média foram inicialmente chamados de Bruzi no breve texto do geógrafo bávaro e desde então têm sido chamados de Velhos Prussianos, que, a partir de 997 d.C., se defenderam repetidamente contra as tentativas de conquista do recém-criado Ducado dos Polanos. Os territórios dos Antigos Prussianos e dos vizinhos Curônios e Livônios foram politicamente unificados na década de 1230 sob o Estado da Ordem Teutônica. O antigo reino e mais tarde estado da Prússia (1701-1947) derivou seu nome da região.
Os Cavaleiros Teutônicos invadiram e anexaram a região da Pomerélia da Polônia ao seu estado monástico, que já incluía a histórica Prússia, localizada a leste da região. Após a aquisição da Pomerélia em 1308-1310, o significado do termo Prússia foi ampliado na terminologia alemã para incluir áreas a oeste do Vístula, incluindo o Vístula/Pomerânia Oriental, embora nunca tenha sido habitada por prussianos bálticos, mas pelos poloneses eslavos. Depois que a área foi reintegrada à Polônia em 1466, ambos os nomes passaram a ser usados: Pomerânia foi usado para se referir à voivodia da Pomerânia (Gdańsk Pomerânia) e à voivodia de Chełmno, enquanto a Prússia Real foi usada como o nome da província mais ampla, que, no entanto, também incluía a voivodia de Malbork e o Bispado de Vármia, cobrindo as áreas históricas prussianas da Pomesânia, Pogesânia e Vármia, os únicos territórios prussianos reais da província, enquanto o estado teutônico, posteriormente chamado de Prússia Monástica, fazia parte da Polônia como feudo,  finalmente secularizada em 1525 para se tornar a Prússia Ducal Luterana.
Os Eleitores de Brandemburgo obtiveram a separação do Ducado da Prússia da Polónia em 1660, aproveitando o Dilúvio Russo-Sueco, e fundiram-no com o Eleitorado de Brandemburgo para formar Brandemburgo-Prússia, tornando-se pouco depois o Reino da Prússia. Posteriormente, firmou uma aliança com a Áustria e a Rússia, invadindo os territórios polacos da Prússia Real, anexando-a e dividindo-a, com a sua maior parte (incluindo a Pomerélia e a Terra de Malbork compreendendo as partes norte da Pomesânia e Pogesânia) formando-se (juntamente com a parte norte da A Grande Polónia separou-se do Grão-Ducado de Posen ) a província da Prússia Ocidental, enquanto Vármia foi atribuída à Prússia Oriental, com tanto a Prússia Ocidental como a Prússia Oriental permanecendo fora da Confederação Alemã . Em contraste, a Terra de Lauenburg e Bütow foi anexada em 1777 imediatamente à Província da Pomerânia, mas permaneceu fora do Sacro Império Romano e foi incorporada em 1815 apenas à sua sucessora, a Confederação Alemã, continuando a fazer parte da Diocese de Chełmno.
A Província da Prússia Oriental (a Prússia original) e os territórios poloneses anexados transformados na Província da Prússia Ocidental foram fundidos em 1829 para formar uma única Província da Prússia, uma parte do reino permanecendo fora da Alemanha[a] até a criação da Confederação da Alemanha do Norte em 1866 durante a unificação da Alemanha. O território fundido foi, no entanto, novamente dividido em Prússia Oriental e Ocidental em 1878.
A Prússia Oriental, a Prússia Ocidental, a Província de Posen e o Starostwo de Draheim foram anexadas pela Alemanha após a formação da Confederação da Alemanha do Norte em 1866 e tornaram-se alvo de germanização agressiva, colonização alemã, campanhas anticatólicas ( Kulturkampf), bem como privação de direitos e expropriações de poloneses.
Após o Tratado de Versalhes, apenas a borda ocidental e oriental predominantemente de língua alemã da antiga Prússia Ocidental permaneceu como parte da Alemanha, formando parte da província de Posen-Prússia Ocidental (exceto as terras de Lauenburg e Bütow permanecendo como parte de a Província da Pomerânia, bem como o Regierungsbezirk Westpreussen que passou a fazer parte da Prússia Oriental), enquanto a sua maior parte foi atribuída ao recriado estado polaco.
Por outro lado, apenas uma pequena parte da Prússia Oriental em torno de Działdowo foi transferida para a Polónia, a região de Klaipėda formou uma cidade livre supervisionada pela Liga das Nações, anexada após a Revolta de Klaipėda pela Lituânia, mas recuperada pela Alemanha em 1939, enquanto a maior parte (incluindo toda a Vármia e a maior parte da Masúria) permaneceu dentro do Estado Livre da Prússia, um sucessor do Reino da Prússia e parte constituinte da República Alemã de Weimar, após o plebiscito da Prússia Oriental de 1920.
Desde a sua conquista pelo Exército Soviético com evacuação e expulsão dos habitantes de língua alemã em 1945 de acordo com o Acordo de Potsdam, a região da Prússia permanece dividida entre o norte da Polónia (a maior parte da Voivodia da Vármia-Masúria, e os quatro condados da Pomerânia Voivodia a leste do Vístula), enclave russo de Kaliningrado e sudoeste da Lituânia (antiga região de Klaipėda).

## História

### Pré-história e história antiga

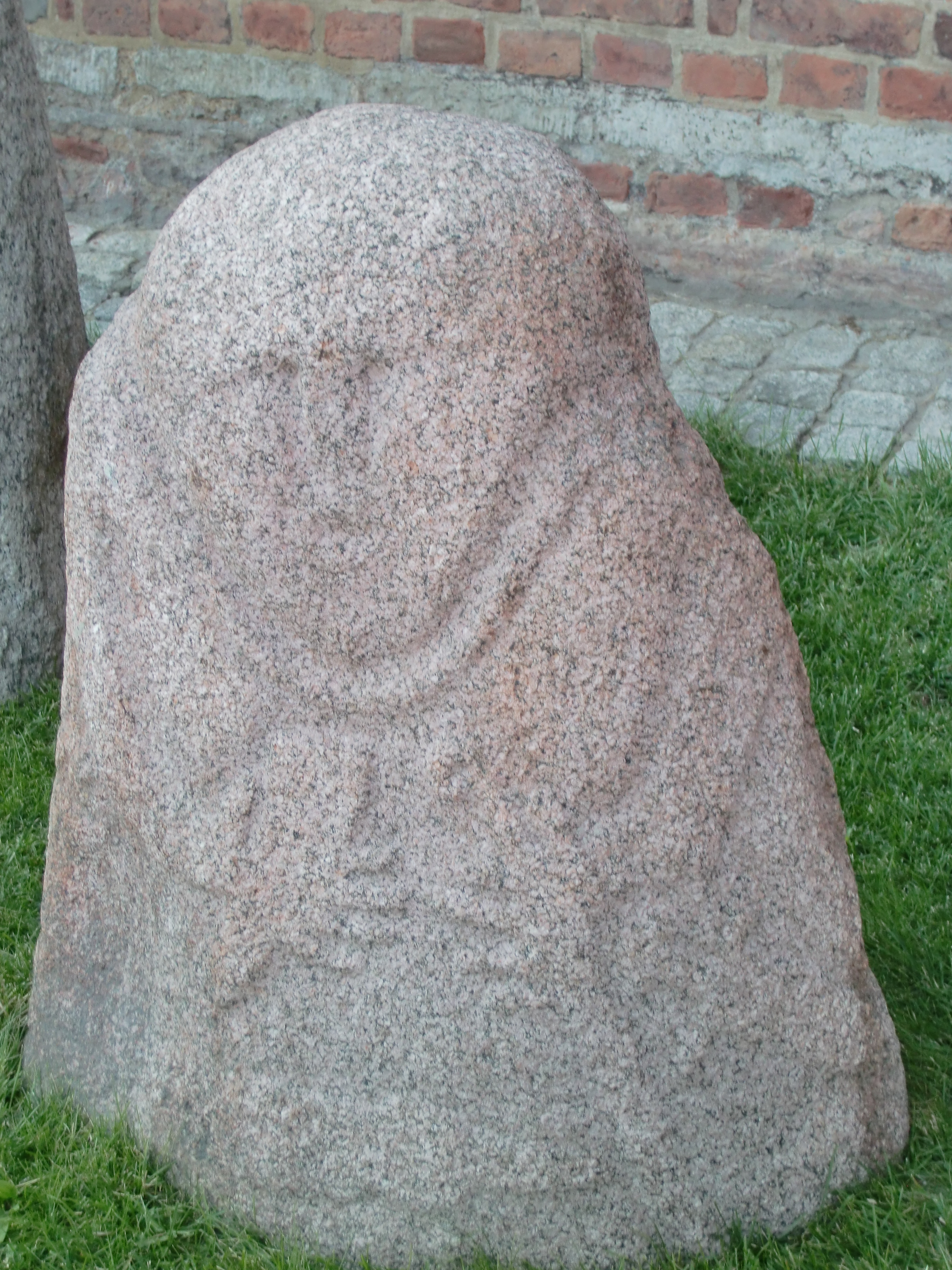
Uma Bruxa Prussiana - estátua em prussiano antigo, agora em Gdańsk, Polônia

Os colonos indo-europeus chegaram pela primeira vez à região durante o 4º milénio a.C., que no Báltico se diversificaria no ramo satem balto-eslavo que acabaria por dar origem aos bálticos como falantes das línguas bálticas . Os Bálticos teriam se diferenciado em Bálticos Ocidentais e Orientais no final do primeiro milênio AC. A região foi habitada por ancestrais dos Bálticos Ocidentais - Antigos Prussianos, Sudovianos / Jotvingianos, Escalvianos, Nadruvianos, e Curonianos enquanto os Bálticos orientais se estabeleceram no que hoje é a Lituânia, Letónia e Bielorrússia.
O explorador grego Píteas (século IV a.C.) pode ter-se referido ao território como Mentenomon e aos habitantes como Guttones (vizinhos dos teutões, provavelmente referindo-se aos godos). Um rio a leste do Vístula chamava-se Guttalus, talvez correspondendo ao Nemunas, ao Łyna ou ao Pregola. Em 98 d.c Tácito descreveu uma das tribos que viviam perto do Mar Báltico (em latim: Mare Suebicum) como Aestiorum gentes e coletores de âmbar.
Os Vikings começaram a penetrar na costa sudeste do Mar Báltico nos séculos VII e VIII. Os maiores centros comerciais dos prussianos, como Truso e Kaup, parecem ter absorvido uma série de nórdicos . Os prussianos usaram o mar Báltico como rota comercial, viajando frequentemente de Truso para Birka (na atual Suécia ).
No final da Era Viking, os filhos dos reis dinamarqueses Harald Bluetooth e Cnut, o Grande lançaram diversas expedições contra os prussianos. Destruíram muitas áreas na Prússia, incluindo Truso e Kaup, mas não conseguiram dominar totalmente a população. A presença viking ( varangiana ) na área era "menos que dominante e muito menos que imperial".

### Velhos prussianos

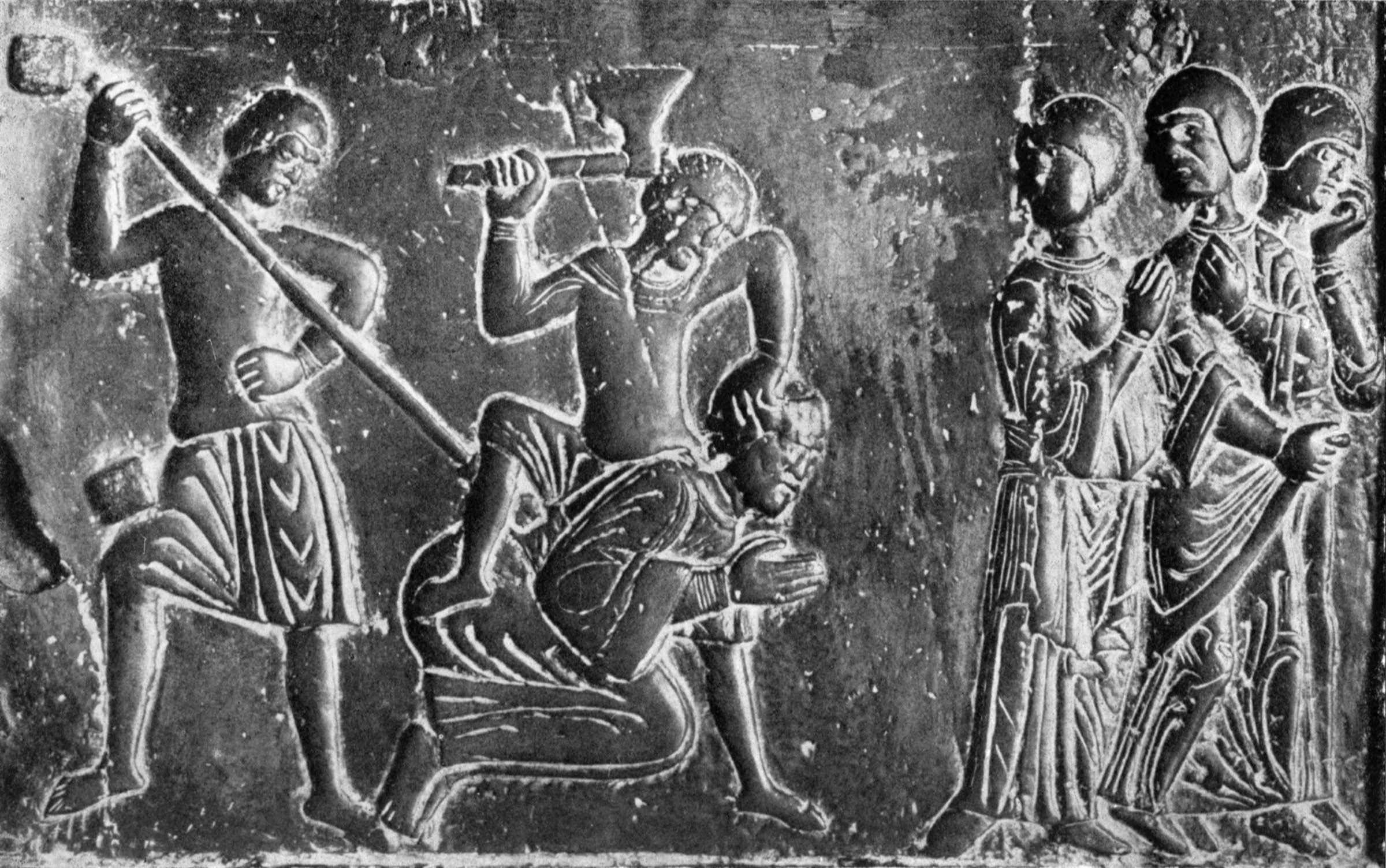
Representação medieval de prussianos matando Santo Adalberto, o bispo missionário; parte das Portas de Gniezno, c. 1175

Os antigos prussianos falavam uma variedade de línguas, sendo que o antigo prussiano pertencia ao ramo ocidental do grupo de línguas bálticas. O antigo prussiano, ou dialetos relacionados do Báltico Ocidental, podem ter sido falados no extremo sudeste da Masóvia e até mesmo na Bielorrússia no início do período medieval, mas essas populações provavelmente teriam sofrido eslavicização antes do século X.
O território foi identificado como Brus no mapa do século VIII do geógrafo bávaro e Bruzze/Pruzze/Przze no Dagome iudex. Adão de Bremen menciona os prussianos como Prusos/Pruzzi em 1072. , enquanto Gallus Anonymous menciona a Prússia em sua Gesta principum Polonorum em 1113. Na primeira metade do século XIII, o bispo Christian da Prússia registrou a história de uma era muito anterior. Em neolatim a área é chamada de Borussia e seus habitantes Borussi .
Após a cristianização dos eslavos ocidentais no século X, o estado dos polacos foi estabelecido e houve as primeiras tentativas de conquistar e baptizar os povos bálticos. Bolesław I Chrobry enviou Adalberto de Praga em 997 em uma missão militar e cristianizante. Adalberto, acompanhado por guardas armados, tentou converter os prussianos ao cristianismo. Ele foi morto por um padre pagão prussiano em 997. Em 1015, Bolesław enviou soldados novamente, com algum sucesso de curta duração, ganhando tributos regulares de alguns prussianos nas regiões fronteiriças, mas não durou. Os governantes poloneses enviaram invasões ao território em 1147, 1161–1166 e várias vezes no início do século XIII. Embora estes tenham sido repelidos pelos prussianos, a Terra de Chełmno ficou exposta aos seus ataques frequentes.
Naquela época, Pomerelia pertencia à diocese de Włocławek. A Terra de Chełmno (incluindo a Terra de Michałów e mais tarde a Terra de Lubawa) pertencia, por sua vez, à diocese de Płock, desde 1223 governada em nome do Bispo de Płock por Christian de Oliva, um bispo missionário nomeado para a Prússia em 1216.

### Cristianização e os Cavaleiros Teutônicos
No início do século 13, Conrado da Mazóvia convocou as Cruzadas e durante anos tentou, sem sucesso, conquistar a Prússia. O Bispo Cristiano de Oliva estabeleceu a Ordem de Dobrzyń para defender a Masóvia contra os ataques dos Antigos Prussianos. No entanto, a ordem bastante numerosa (inicialmente 15 cavaleiros, com 35 cavaleiros no máximo) não se mostrou eficaz no combate aos prussianos em batalha. Christian conseguiu a subjugação e conversão dos prussianos apenas na Terra de Lubawa. Portanto, o papa organizou novas cruzadas.
O duque finalmente convidou os Cavaleiros Teutônicos em 1226, expulsos pela força das armas pelo rei André II da Hungria no ano anterior, após suas tentativas de construir seu próprio estado na Transilvânia. Esperava-se que os Cavaleiros lutassem contra os habitantes da Prússia em troca de um feudo da Terra de Chełmno . A Prússia foi conquistada pelos Cavaleiros Teutônicos durante a Cruzada Prussiana e administrada dentro do seu Estado da Ordem Teutônica, o que inicia o processo de germanização na área. O Bispo Christian teve que lidar com o constante corte de sua autonomia pelos Cavaleiros e pediu mediação à Cúria Romana. Em 1243, o legado papal Guilherme de Modena dividiu as terras prussianas do Estado da Ordem em quatro dioceses, segundo as quais os bispos mantiveram o domínio secular sobre cerca de um terço do território diocesano:
- Bispado de Chełmno (Terra de Chełmno e Terra de Lubawa)
- Bispado da Pomesânia (Pomesânia)
- Bispado de Vármia (estado)/ Diocese de Vármia (âmbito eclesiástico)
- Bispado de Samland (Sâmbia)

Todas as dioceses sufragâneas sob o Arcebispado de Riga. Christian deveria escolher um deles, mas não concordou com a divisão. Ele possivelmente se retirou para a Abadia Cisterciense em Sulejów, onde morreu antes de o conflito ser resolvido.

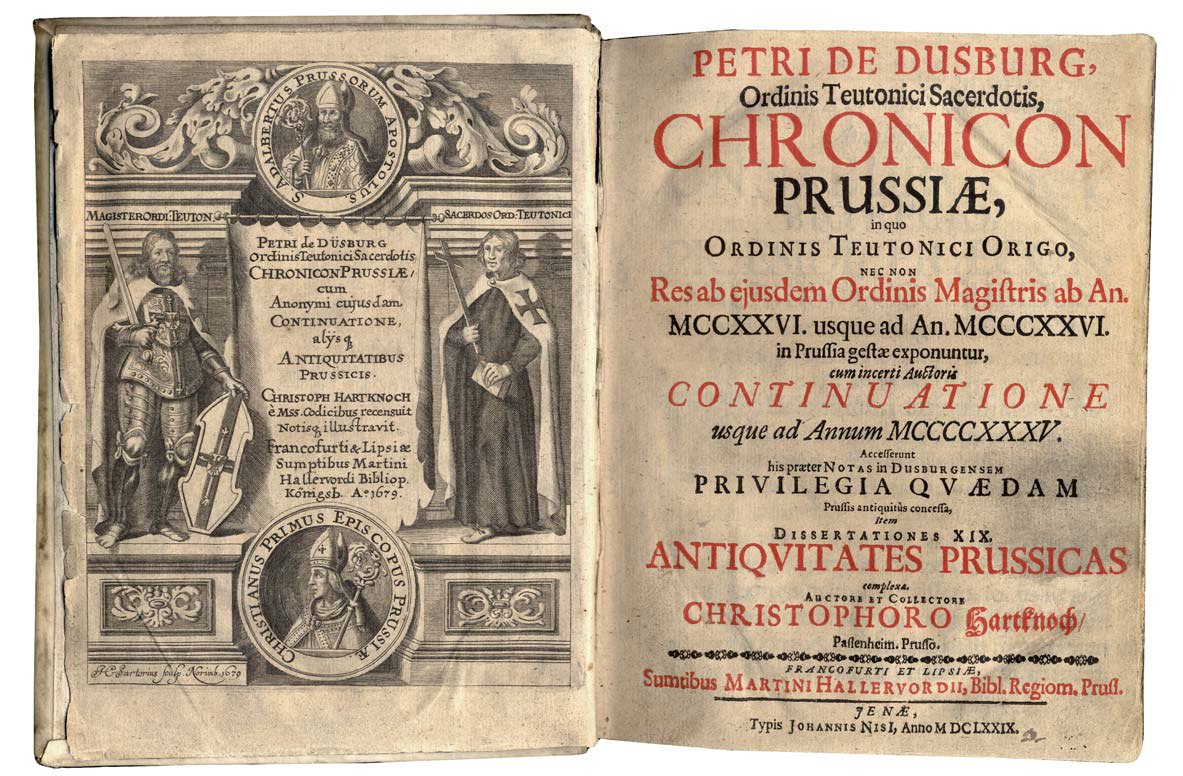
A Chronicon terrae Prussiae é a primeira grande crônica da Ordem Teutônica na Prússia
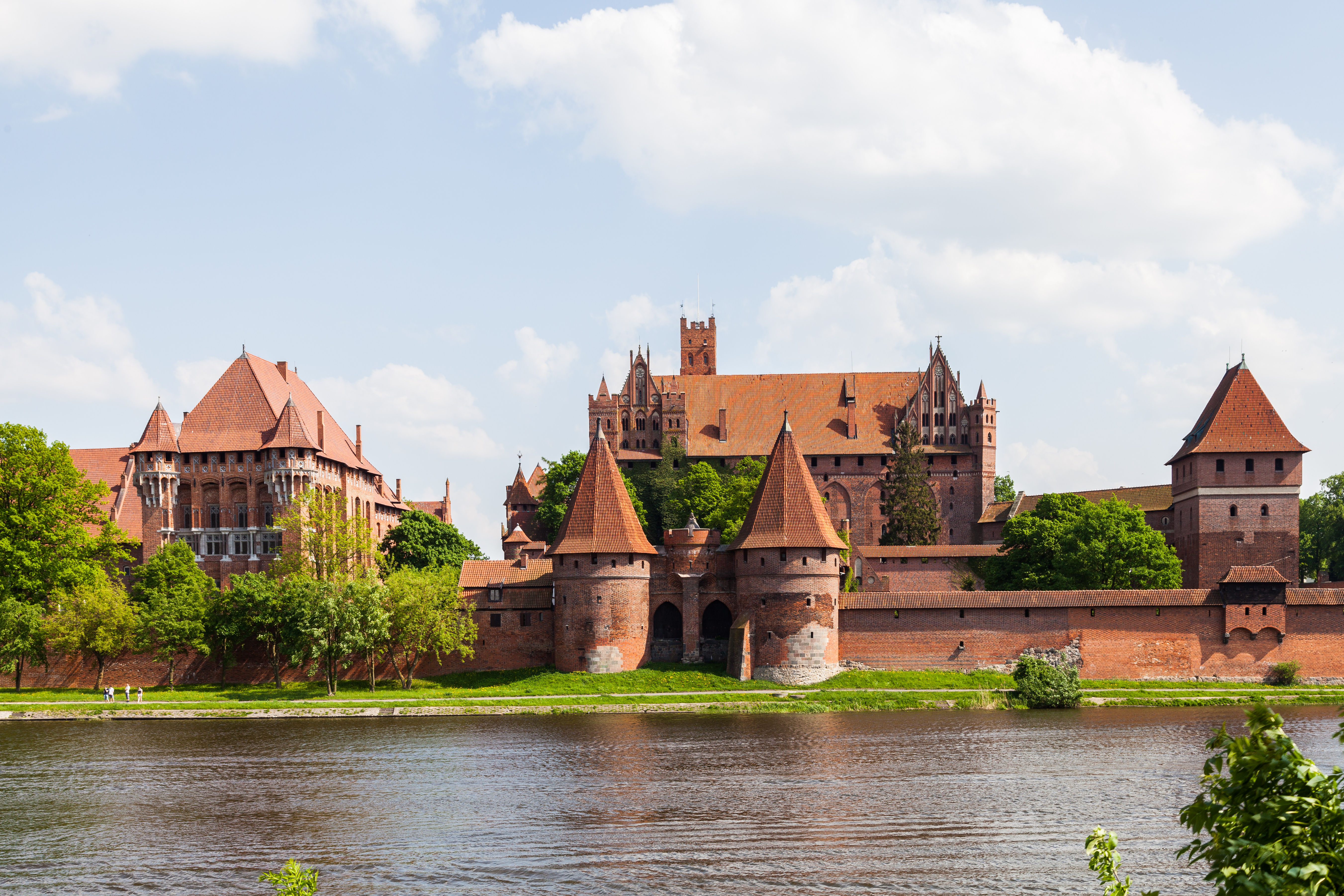
O centro político da Prússia até 1457 era Ordensburg Marienburg, onde hoje é Malbork, na Polônia.
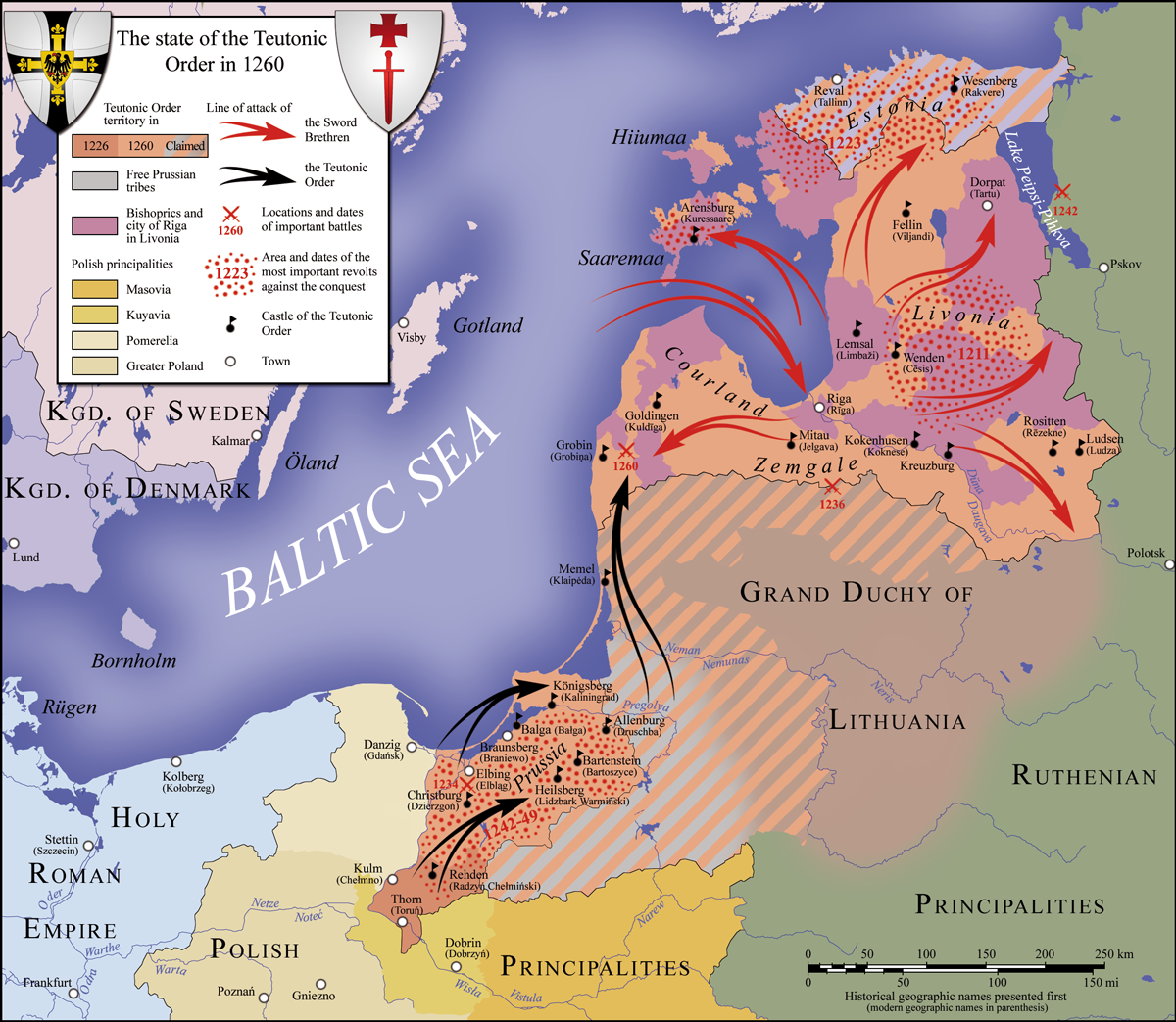
Estado Monástico dos Cavaleiros Teutônicos c. 1260

A cidade de Königsberg (atual Kaliningrado) foi fundada em 1255 e juntou-se à Liga Hanseática em 1340, ligando assim a Prússia à rede comercial europeia que se estende pelo Mar do Norte e pelo Mar Báltico. Em 1492, uma vida de Santa Doroteia de Montau, publicada em Marienburg (Malbork), tornou-se a primeira publicação impressa na Prússia.

"A terra prussiana era terra do meu pai e reivindicarei seu território até o rio Osa, ou seja, todas as terras prussianas até o rio Vístula, incluindo Pamede, porque esta é minha herança"

— A declaração de Vytautas, o Grande, em termos inequívocos em 1413, muito depois da Batalha de Grunwald, durante as negociações com os Cavaleiros Teutônicos Além disso, em 1421, os representantes lituanos enfatizaram os laços territoriais e culturais entre os lituanos, a Sudóvia e as antigas terras Yotvingianas, mas a Ordem continuou a desfrutar do apoio do Sacro Império Romano e da nobreza ocidental (por exemplo, francesa, inglesa).

### Esforços para expandir o significado da designação
Os Cavaleiros Teutônicos logo se voltaram contra seus benfeitores poloneses da mesma forma, como fizeram anteriormente na Hungria.
A região polaca da Pomerélia (incluindo Gdańsk Pomerânia e a cidade de Gdańsk como suas partes) que nunca foi habitada pelos Antigos Prussianos, e que se chamava Pomorze ("Pomerânia") em polonês desde o início da Idade Média, foi ocupada à força pelo estado monástico dos Cavaleiros Teutônicos em 1308, após uma invasão da Polônia sob o pretexto de ajudar o rei Władysław I Łokietek a reprimir uma rebelião contra ele, incitado por uma conspiração da Marca de Brandemburgo com a família local Swienca. Seguiram-se atrocidades teutónicas contra a população polaca, como o Massacre de Gdańsk. Os Cavaleiros Teutônicos assumiram o controle da região da Polônia, integrando-a ao seu estado monástico, que já incluía a histórica Prússia, localizada a leste da região. Após a aquisição da Pomerélia em 1308-1310, o significado do termo Prússia foi ampliado na terminologia alemã para incluir áreas a oeste do Vístula, incluindo o Vístula/Pomerânia Oriental, embora nunca tenha sido habitada por prussianos bálticos, mas pelos poloneses eslavos. A posse de Danzig e Pomerelia pela Ordem Teutônica foi questionada consistentemente pelos reis poloneses Władysław I e Casimiro, o Grande, em ações judiciais na corte papal em 1320 e 1333. Ambas as vezes, assim como em 1339, os Cavaleiros Teutônicos foram ordenados pelo Papa a devolver a Pomerélia e outras terras à Polônia, mas não obedeceram. A conquistada Danzig (Gdańsk) juntou-se à Liga Hanseática em 1361. Esses eventos resultaram em uma série de guerras polaco-teutônicas ao longo dos séculos XIV e XV. Sob o domínio teutônico, foi incentivado um influxo de agricultores, comerciantes e artesãos ocidentais, principalmente de língua alemã. As rebeliões subsequentes organizadas pela população local contra o Estado Teutônico, inicialmente pela União dos Lagartos e mais tarde pela Confederação Prussiana, ambas jurando lealdade ao rei polonês, causaram a Guerra dos Treze Anos que acabou levando à Segunda Paz de Toruń, quando a maioria da região e foi recuperada pela Polónia e daí em diante formou a maior parte da Prússia Real.
Com a Segunda Paz de Toruń (1466), o território do Estado Monástico foi dividido em partes oriental e ocidental. A parte ocidental tornou-se a província da Prússia Real (mais tarde também parte da Província da Grande Polónia) do Reino da Polónia, enquanto a parte oriental do estado monástico tornou-se um feudo e protetorado da Polónia, também considerada parte integrante do "um e indivisível" Reino da Polônia,  inicialmente chamado de Prússia Monástica ou Prússia Teutônica, secularizado em 1525 para se tornar a Prússia Ducal. Ao mesmo tempo, os monarcas poloneses assumiram o título de Rei da Prússia.
Após a reintegração da Pomerélia com a Polónia em 1466, a designação Pomerânia foi restaurada e usada quando se referia à Voivodia da Pomerânia (Gdańsk Pomerânia) e à Voivodia de Chełmno, enquanto todo o território conquistado pelo Reino da Polónia à Ordem Teutónica era conhecido como Prússia Real. . Este último também incluía, no entanto, também as áreas históricas verdadeiramente prussianas do Príncipe-Bispado de Vármia, bem como a Terra de Malbork, compreendendo as partes norte da Pomesânia e Pogesânia. Estes foram os únicos territórios prussianos reais da Prússia Real. Gozando inicialmente de ampla autonomia, incluindo uma legislatura local própria, os Estados Prussianos, e mantendo as suas próprias leis, costumes e direitos, a Prússia Real foi finalmente reabsorvida diretamente pela Coroa do Reino da Polónia, após a União de Lublin em 1569 . A língua falada localmente diferia entre as classes sociais, com a aristocracia e os burgueses urbanos inicialmente altamente germanizados como resultado das políticas teutônicas anteriores, mas mudando gradualmente para o polonês nos últimos anos, enquanto o campesinato continuava predominantemente de língua cassubiana e polonesa no oeste do país. Vístula ; a parte leste do Vístula era predominantemente de língua alemã, com um número decrescente de antigos prussianos e um número crescente de minorias polonesas. Uma pequena área no oeste da Pomerélia, a Terra de Lębork e Bytów, foi concedida aos governantes do Ducado da Pomerânia como um feudo polaco antes de ser reintegrada com a Polónia em 1637, e mais tarde novamente transformada num feudo polaco, que permaneceu ao longo do Starostwo de Draheim até a Primeira Partição da Polônia .
O reino do rei na Prússia, estabelecido em 1701 a partir da antiga Prússia Ducal, posteriormente entrou em uma aliança com a Áustria e a Rússia, invadindo os territórios poloneses da Prússia Real. Na Primeira Partição da Polónia, o Rei da Prússia ganhou a maior parte do território da Prússia Real, incluindo as Terras de Lauenburg e Bütow (mas excluindo Danzig e Toruń que foram capturadas juntamente com a região da Grande Polónia na Segunda Partição da Polónia ), como bem como o Starostwo de Draheim . A antiga Prússia Real foi dividida em 1773. Sua maior parte, que incluía a historicamente prussiana Terra de Malbork (partes do norte da Pomesânia e Pogesânia ), mas também a historicamente polonesa Pomerélia (Vístula Pomerânia), formou a recém-criada província da Prússia Ocidental, enquanto o nome Pomerânia/Pomerélia foi evitado pelas autoridades prussianas e posteriormente alemãs. em relação a esta região, visando erradicar completamente o seu uso. A Vármia historicamente prussiana foi, por sua vez, integrada na Prússia Oriental . Em contraste, as terras de Lauenburg e Bütow e o Starostwo de Draheim foram anexados em 1777 imediatamente à província da Pomerânia . A anexação da Prússia Real permitiu ao rei prussiano assumir o título de Rei da Prússia posteriormente. Outras tentativas de expandir o significado da designação da Prússia foram empreendidas após a Segunda Partição da Polónia, quando a Grande Polónia e a Masóvia do Norte foram anexadas pelo Reino da Prússia e renomeadas como Prússia do Sul, e a Terceira Partição da Polónia, quando a Prússia anexou partes da Masóvia., Podláquia, Voivodia de Trakai e Samogícia sob o nome de Nova Prússia Oriental . Ambos os nomes inventados acabaram por ser abandonados, na sequência das Guerras Napoleónicas . Todas as terras polacas anexadas permaneceram fora do Sacro Império Romano até a sua dissolução em 1806.
Durante a era napoleônica, os grandes territórios polacos e a Terra de Chełmno formaram parte do Ducado de Varsóvia na sequência dos Tratados de Tilsit, e Danzig recebeu o estatuto de Cidade Livre . No entanto, após o Congresso de Viena, o ducado polaco foi novamente dividido entre a Rússia e a Prússia, com a Prússia anexando a Cidade Livre e a Terra de Chełmno à reconstituída Prússia Ocidental . A anexação foi associada a outra tentativa de expandir artificialmente o significado da designação da Prússia, transferindo a parte norte do distrito de Netze, um fragmento da Grande Polónia separado do seu grosso (o Grão-Ducado de Posen), para a Prússia Ocidental, enquanto o distrito o fragmento mais oriental foi concedido ao Congresso da Polônia, governado pela Rússia.
Embora o Reino da Prússia fosse membro da Confederação Alemã estabelecida pelo Congresso de Viena como um substituto para o extinto Sacro Império Romano de 1815 a 1866, apenas aqueles dos territórios do reino que foram anteriormente incluídos no HRE, bem como as terras de Lauenburg e Bütow e o antigo Starostwo de Draheim (ambos integrados na província da Pomerânia) tornaram-se parte da Confederação, enquanto o Grão-Ducado de Posen (mais tarde rebaixado a província comum de Posen após o fracassado levante da Grande Polônia), as províncias da Prússia Ocidental e da Prússia Oriental (fundidas nos anos de 1829 a 1878 para formar uma única província da Prússia) permaneceram fora da Confederação Alemã (portanto, da Alemanha)[a] até a criação do Norte da Alemanha Confederação em 1866 no início da unificação da Alemanha.
Fora do Reino da Prússia e mais tarde da Alemanha, a Pomerélia foi denominada Pomerânia Polonesa ( Pomorze Polskie</link> ) desde pelo menos o século 18 para distingui-la da Pomerânia aqui e mais distante, territórios há muito fora do domínio polonês. No final do século XIX este termo foi usado para sublinhar as reivindicações polacas àquela área que era então governada pelo Reino Alemão da Prússia . A designação de Pomerânia Polaca tornou-se obsoleta uma vez que a Pomerânia Mais distante e uma pequena parte da Pomerânia Cá também foram transferidas para a Polónia como parte dos territórios recuperados da Alemanha, após a Segunda Guerra Mundial .
Conforme acordado no Tratado de Versalhes, a maior parte da parte Pomerélia da Província da Prússia Ocidental que pertencia ao Reino da Prússia e ao Império Alemão desde as Partições da Polónia foi retrocedida para a Segunda República Polaca, tornando-se a sua Voivodia da Pomerânia, o território (originalmente prussiano) de Regierungsbezirk Westpreussen a leste do Vístula permaneceu com a Alemanha como parte da Prússia Oriental, enquanto a borda ocidental da Pomerélia tornou-se parte da província alemã de Posen-Prússia Ocidental, assim chamada apesar de não conter nenhum território originalmente prussiano . Danzig tornou-se uma cidade livre sob a proteção da Liga das Nações.
A área foi ocupada e anexada ilegalmente pela Alemanha nazista durante a invasão da Polônia em 1939, bem como renomeada como Reichsgau Danzig-Westpreussen, com inúmeras atrocidades alemãs contra a população local . A Alemanha nazista também empreendeu outra tentativa de expandir artificialmente o significado da designação de Prússia, desta vez ampliando o território da província da Prússia Oriental através da anexação de partes da Masóvia do Norte sob o nome de Regierungsbezirk Zichenau, bem como do Região de Suwałki, ambas referidas como Prússia do Sudeste, em relação à Nova Prússia Oriental dos tempos das Partições Polacas (ver acima). Ao mesmo tempo, o Regierungsbezirk Westpreussen foi separado da Prússia Oriental e integrado no Reichsgau Danzig-Westpreussen. No rescaldo do ataque alemão à União Soviética em Junho de 1941, foi empreendida mais uma tentativa alemã de expandir o significado da designação da Prússia, quando a porção mais ocidental da Bielorrússia Soviética (que, até 1939, pertencia ao estado polaco), foi colocado sob a Administração Civil Alemã (Zivilverwaltungsgebiet) como o Distrito de Bialystok, uma entidade em associação com (mas não parte da) Prússia Oriental, no entanto, também foi denotado em alguns mapas nazistas como Sudeste da Prússia, com ambos os territórios permanecendo sob domínio comum. gestão e liderança de Erich Koch, um criminoso de guerra condenado à morte após a guerra por um tribunal polaco, embora com a sua pena posteriormente comutada para prisão perpétua .
Seguindo o exemplo das políticas alemãs anteriores, houve uma iniciativa de curta duração no governo polonês pós-Segunda Guerra Mundial para renomear a recém-adquirida Prússia original para um nome inventado de Pomerânia da Masóvia; foi, no entanto, rapidamente abandonado.
Em 1995, os governos de Berlim e Brandemburgo propuseram fundir os estados para formar um novo estado com o nome de "Berlim-Brandemburgo", embora alguns tenham sugerido chamar o novo estado proposto de "Prússia", apesar dos territórios estarem localizados longe da região da Prússia. A fusão foi rejeitada num plebiscito em 1996 – enquanto os berlinenses ocidentais votaram a favor da fusão, os berlinenses orientais e os brandenburgos votaram contra.

### Início da era moderna
Em 1525, o último Grão-Mestre reinante no Estado da Ordem Teutônica, Alberto de Brandemburgo, membro de um ramo cadete da Casa de Hohenzollern, adotou a fé luterana, renunciou ao cargo e assumiu o título de "Duque da Prússia". Num acordo parcialmente intermediado por Martinho Lutero, o Ducado da Prússia tornou-se o primeiro estado protestante e vassalo da Polónia. A capital ducal de Königsberg, hoje Kaliningrado, tornou-se um centro de aprendizagem e impressão através do estabelecimento da Universidade Albertina em 1544, não apenas para a cultura alemã dominante, mas também para as prósperas comunidades polonesas e lituanas. Foi em Königsberg que foram publicados os primeiros livros luteranos nas línguas polonesa, lituana e prussiana.
O governo da Prússia Ducal passou para o ramo sênior de Hohenzollern, os Eleitores governantes de Brandemburgo, em 1618, e a soberania polonesa sobre o ducado terminou em 1657 com o Tratado de Wehlau. Houve forte oposição à separação da região da Polónia, especialmente em Königsberg. Uma confederação foi formada na cidade para manter a soberania da Polónia sobre a cidade e região. O Eleitor de Brandemburgo e seu exército, no entanto, entraram na cidade e sequestraram e prenderam o líder da oposição anti-eleitor da cidade, Hieronymus Roth. Em 1663, os burgueses da cidade, forçados pelo eleitor Frederico Guilherme, prestaram-lhe um juramento de lealdade, no entanto, na mesma cerimónia ainda juraram lealdade à Polónia.
Aproveitando o facto de a Prússia Ducal estar fora do Sacro Império Romano-Germânico, Frederico I conseguiu a elevação do ducado a reino em 1701, intitulando-se Rei na Prússia, porque o seu reino incluía apenas parte da Prússia histórica, e o título de Rei da Prússia ainda estava nas mãos dos monarcas poloneses. A cultura lituana prosperou na parte da região conhecida como Lituânia Menor, enquanto os Kursenieki viviam ao longo da costa nas proximidades dos espetos da Curlândia e do Vístula.

A língua prussiana antiga havia praticamente desaparecido por volta de 1700. Os últimos oradores podem ter morrido na peste e na fome que assolaram a Prússia de 1709 a 1711. Em 1724, o rei Frederico Guilherme I da Prússia proibiu poloneses, samogícios e judeus de se estabelecerem na Lituânia Menor, na parte oriental da região, e iniciou a colonização alemã para mudar a composição étnica da região.

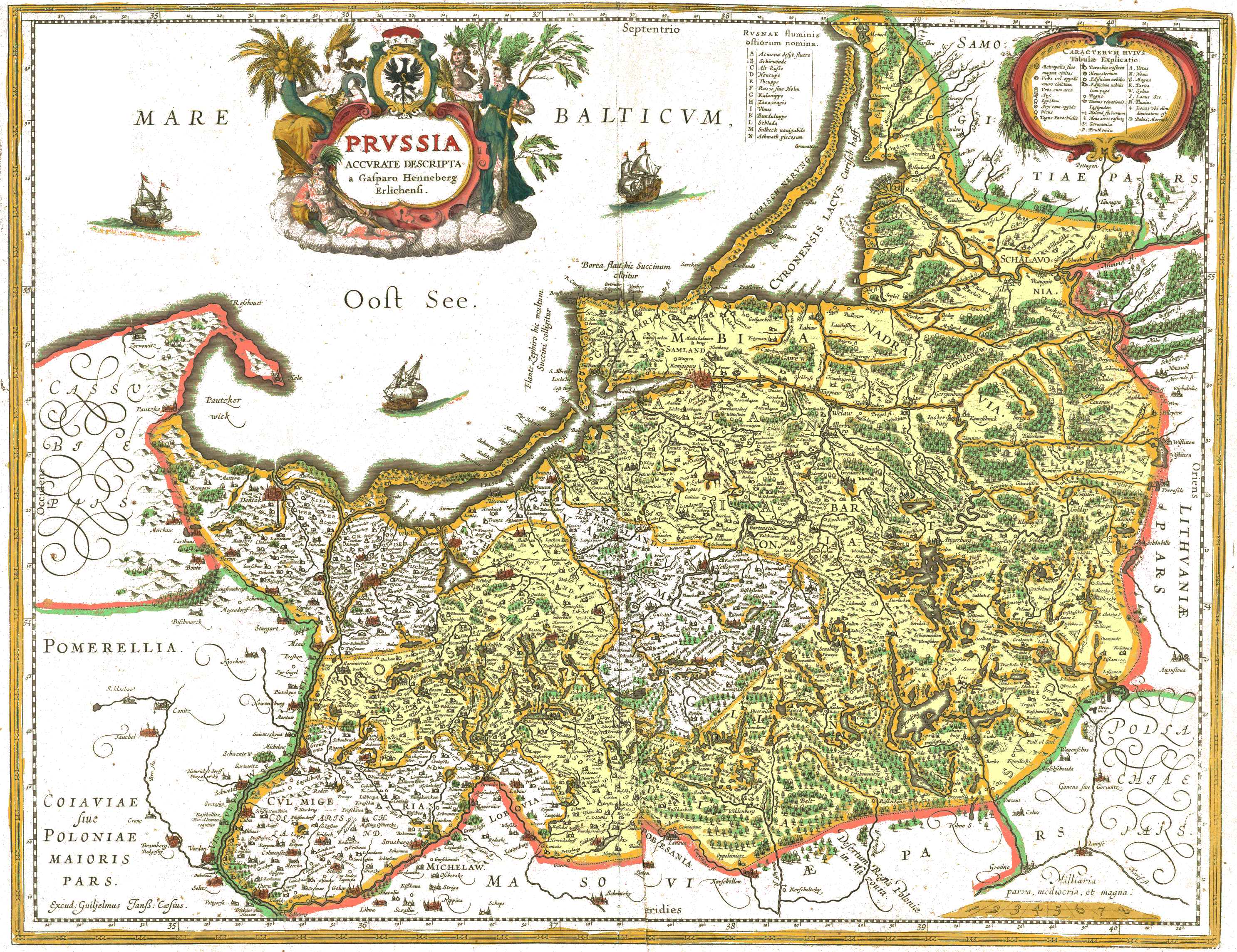
Mapa de Caspar Henneberg, Elbing, 1576: Ducado e Prússia Real originalmente com a mesma cor (para o ducado a cor foi adicionada posteriormente)
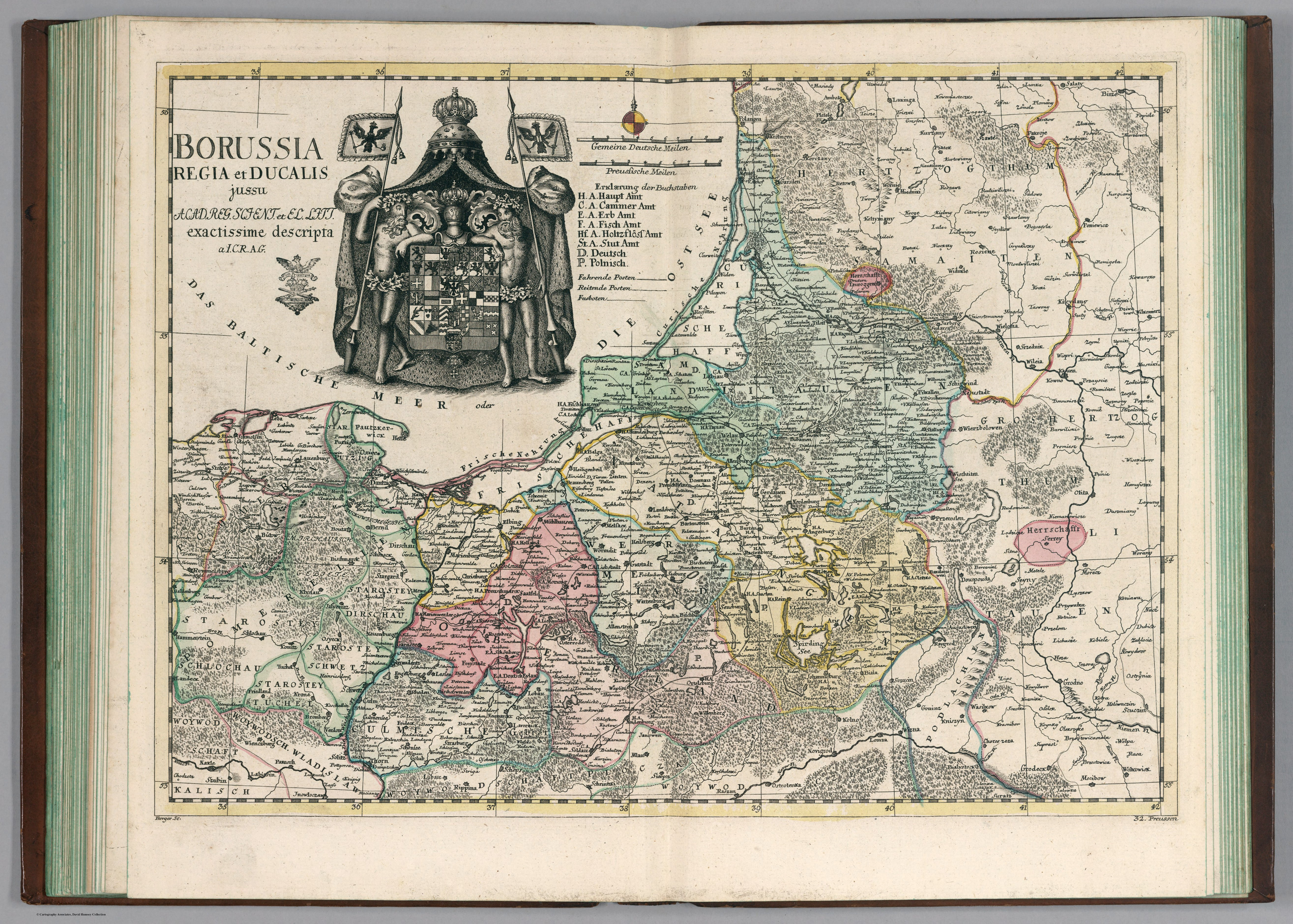
Mapa da Prússia por Leonhard Euler, 1753

### Era moderna
A Província da Prússia Oriental (a Prússia original) e os territórios poloneses anexados transformados na Província da Prússia Ocidental foram fundidos em 1829 para formar uma única Província da Prússia, uma parte do reino permanecendo fora da Alemanha [a] até a criação da Confederação da Alemanha do Norte em 1866 durante a unificação da Alemanha. O território fundido foi, no entanto, novamente dividido em Prússia Oriental e Ocidental em 1878.
Conforme acordado no Tratado de Versalhes, a Prússia Oriental, menos a Memelland, expandida pela adição do Regierungsbezirk Westpreussen (a única parte da antiga Prússia Ocidental contendo originalmente território prussiano) permaneceu dentro do Estado Livre da Prússia, um sucessor do Reino de Versalhes. Prússia e parte constituinte da República Alemã de Weimar, na sequência do plebiscito da Prússia Oriental de 1920. O governo democrático do Estado Livre foi removido como resultado do golpe de estado prussiano de 1932, que também facilitou a tomada do governo pelos nazistas . Nas eleições federais alemãs de março de 1933, as últimas eleições alemãs antes da guerra, a população local da Prússia Oriental votou esmagadoramente no Partido Nazista de Adolf Hitler.

#### Segunda Guerra Mundial

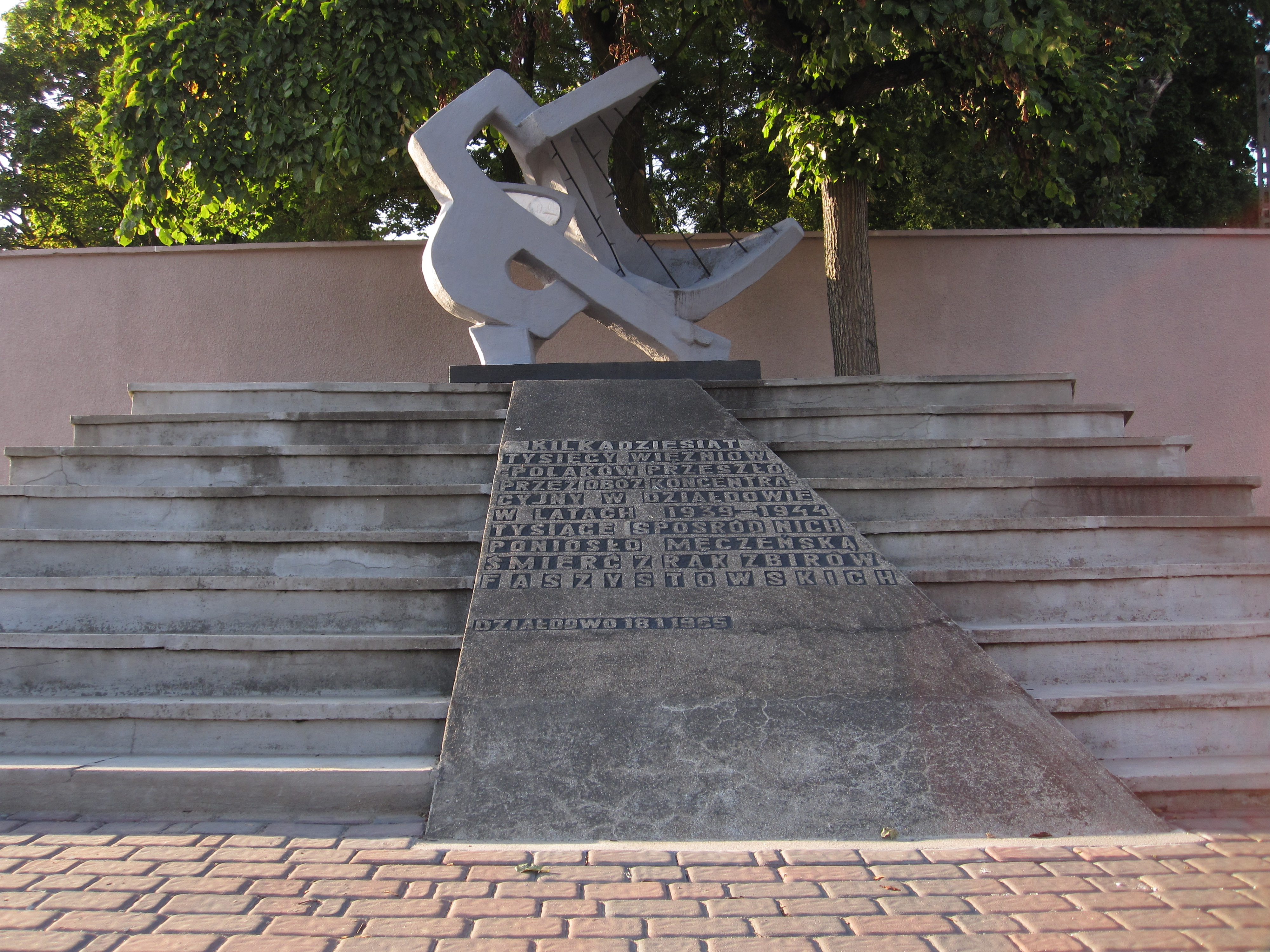
Memorial às vítimas do campo de concentração de Soldau em Działdowo

Após o ultimato alemão à Lituânia em 1939, a região de Klaipėda foi novamente integrada na Prússia Oriental. Durante a Segunda Guerra Mundial, as minorias étnicas polonesas de Vármias católicas e Powiślans, bem como Masurianos luteranos foram perseguidas pelo governo alemão nazista, que queria apagar todos os aspectos da cultura polonesa e da língua polonesa em Vármia, Masúria e Powiśle Os judeus que permaneceram na Prússia Oriental em 1942 foram enviados para campos de concentração, incluindo Theresienstadt na Checoslováquia ocupada, Kaiserwald na Letónia ocupada e campos em Minsk na República Socialista Soviética da Bielorrússia ocupada.
O campo de concentração de Soldau e Hohenbruch foram operados na região principalmente para prisioneiros poloneses, bem como vários subcampos do campo de concentração de Stutthof e vários campos de prisioneiros de guerra para prisioneiros de guerra aliados, incluindo poloneses, belgas, britânicos, franceses, holandeses, sérvios, italianos, soviético, australiano, canadense, neozelandês, sul-africano, como Stalag IA, Stalag IB, Stalag IC, Stalag ID, Stalag XX-B, Stalag Luft VI e Oflags 52, 53, 60 e 63 com numerosos subcampos de trabalho forçado. Muitos polacos expulsos da Polónia ocupada pelos alemães foram escravizados pelos alemães como trabalhos forçados na região. Havia também um campo para o povo cigano em Königsberg (ver Porajmos).
O movimento de resistência polonês estava ativo na região, com atividades que incluíam distribuição de imprensa clandestina polonesa, infiltração na indústria de armas alemã, ações de sabotagem, execuções de nazistas, roubo de armas, munições e equipamentos alemães, contrabando de dados. sobre campos de concentração e prisões alemães, e organização de transportes de prisioneiros de guerra que escaparam dos campos de prisioneiros de guerra alemães através dos portos de Gdańsk e Gdynia para a Suécia neutra.
A partir de 1944, com a ofensiva das tropas soviéticas na Prússia Oriental, a população de língua alemã foi evacuada.

### Era contemporânea
A província da Prússia Oriental deixou de existir em 1945, na sequência do Acordo de Potsdam, quando foi dividida entre a Polônia e a União Soviética, com esta última dividindo ainda mais a sua parte entre a RSS da Lituânia e a RSFS da Rússia. A parte atribuída à Polónia foi organizada como o Distrito provisório da Masúria, posteriormente reduzido pela anexação da sua faixa norte com as cidades de Gierdawy e Iławka pela União Soviética, e pela transferência dos seus condados mais ocidentais para a voivodia de Gdańsk e dos condados mais orientais para Voivodia de Białystok, e finalmente transformada em Voivodia de Olsztyn em 1946. A região de Klaipėda foi devolvida à RSS da Lituânia, enquanto o território restante, anexado pela FSSR russa, foi por sua vez denominado Oblast de Kaliningrado em 1946. Os habitantes não evacuados durante a guerra foram expulsos de acordo com o Acordo de Potsdam, com exceção das minorias polacas de Powiślans, Vármias e Masúrias, consideradas de ascendência polaca. A situação era diferente, contudo, para os lituanos prussianos na Lituânia Menor, uma parte da parte soviética da antiga Prússia Oriental. O governo da RSS da Lituânia seguiu a política soviética e via os lituanos prussianos como alemães. Cerca de 8.000 pessoas foram repatriadas dos campos de DP durante 1945–50. No entanto, as suas casas e quintas não foram devolvidas porque os russos ou os lituanos já tinham ocupado as suas propriedades. Os prussianos que permaneceram na antiga região de Klaipėda foram despedidos dos seus empregos e discriminados. Após o colapso da União Soviética, alguns lituanos prussianos e seus descendentes não recuperaram propriedades perdidas na região de Klaipėda.
A Prússia como entidade política foi abolida em 25 de fevereiro de 1947 por decreto do Conselho de Controle Aliado. O decreto declarava que a Prússia desde os primeiros tempos tinha sido portadora do militarismo e da reação na Alemanha. Em linha com esta avaliação e a justificação ideológica dos Territórios Recuperados, o uso da Prússia como designação geográfica foi desencorajado pelas autoridades do pós-guerra da Polónia e da União Soviética. A região polaca da Pomerélia (Gdansk Pomerânia e Chełmno Land) voltou ao seu nome original já antes da Segunda Guerra Mundial, uma vez que o nome Prússia Ocidental sempre foi considerado na Polónia como uma invenção alemã artificial. No caso da Prússia Oriental (a Prússia original), as autoridades polacas promoveram a utilização das designações de Powiśle no caso da Pomesânia e da Pogesânia, traduzidas aproximadamente em em inglês:  “Vistula Plains” (Planícies do Vístula), Vármia no caso do antigo Príncipado-Bispado de Vármia e Masúria no caso do restante da parte polonesa da antiga Prússia Oriental. A designação de Oblast de Kaliningrado foi promovida pelas autoridades soviéticas no caso da parte russa do território. A política foi adoptada pela população polaca que quase não tinha qualquer simpatia pelo legado da Prússia, em parte devido a numerosas tentativas ao longo da história de anexar vários territórios polacos com a sua subsequente renomeação artificial como outra parte da Prússia, a fim de implicar a sua história originalmente prussiana ( ver acima), enquanto o Estado da Prússia era visto como a principal força motriz para as Partições da Polônia, com subsequente perseguição e tentativa de germanização dos polacos, politicamente dominados pelos Junkers prussianos com forte sentimento antipolonês, e, finalmente, o A província alemã da Prússia Oriental era considerada uma área de perseguições contra a minoria de língua polaca (Vármicos, Masurianos, Powiślans), mas mais importante ainda, como um reduto político nazi cuja existência como um enclave resultou em exigências irredentistas alemãs em relação à Polônia, responsabilizada como uma das as principais causas da calamidade da Segunda Guerra Mundial e das atrocidades alemãs que se seguiram. Um factor importante foi também a rejeição da Alemanha Ocidental da validade da fronteira ocidental polaca do pós-guerra na linha Oder-Neisse (até 1972 no total, 1972-1991 de jure), tornando qualquer tentativa dos polacos de lembrar ou manter a identidade regional prussiana um alvo fácil para as autoridades polacas, interpretado como comprometendo a segurança futura e a integridade territorial da Polónia. A política atingiu os seus objetivos, e o nome Prússia é hoje usado em documentos oficiais polacos e na linguagem coloquial quase exclusivamente no contexto histórico, quando se refere à Prússia Real, ao Estado Livre da Prússia e às suas entidades anteriores (a Prússia Monástica, o Ducado da Prússia, Brandemburgo-Prússia e o Reino da Prússia), a antiga Província da Prússia Oriental, ou ao território dos Antigos Prussianos, mas quase nunca quando se refere à região geográfica contemporânea. Desde 1991, o nome Prússia foi, no entanto, reconhecido entre os historiadores polacos como a designação adequada para a região histórica, entendida como definida pelas suas fronteiras originais (excluindo a Pomerélia com Pomerânia de Gdansk, as Terras de Chełmno e de Michałów, bem como às vezes a Terra de Lubawa), resultando no seu uso crescente neste contexto nas publicações históricas científicas polacas.
Powiśle, Vármia e Masúria estão agora na Polónia (a maior parte da Voivodia da Vármia-Masúria, e os quatro condados da Voivodia da Pomerânia a leste do Vístula), a antiga região de Klaipėda está agora dividida entre os condados de Klaipėda e Tauragė da Lituânia, enquanto o o resto do norte da Prússia forma o enclave do Oblast de Kaliningrado da Federação Russa. Apenas esta última parte permanece fora da União Europeia.

## Sudivisões
- Partes históricas
  - Parte ocidental: Pomesânia, Pogesânia, Galíndia, Sasna
    - Terra de Malbork - parte norte da Pomesânia e Pogesânia, correspondente à antiga Voivodia de Malbork
    - Alta Prússia - o restante que ficou com a Prússia Monástica e mais tarde Ducal

  - Warmia
  - Baixa Prússia
    - Scalovia (Região de Klaipėda)
    - Nadruvia
    - Sudovia
    - Bartia
    - Sâmbia
    - Natangia
- Designações etnoculturais distintas
  - Żuławy Wiślane (a parte leste do Vístula):
    - Wielkie Żuławy Malborskie
    - Żuławy Elbląskie

  - Powiśle (Planícies do Vístula), eregião etnocultural amplamente coextensiva com o território do antigo Regierungsbezirk Westpreussen, incluindo Zalewo, mas excluindo Żuławy
  - Hockerlândia; grande parte da Pogesania, incluindo Morąg, Pasłęk, Miłakowo e Młynary, mas excluindo a sua parte mais a norte anteriormente dentro da Voivodia de Malbork, nomeadamente a área de Elbląg e Tolkmicko
  - Warmia
  - Masúria
  - Kursenieki, principalmente o Istmo da Curlândia
  - Lituânia Menor

## Maiores cidades

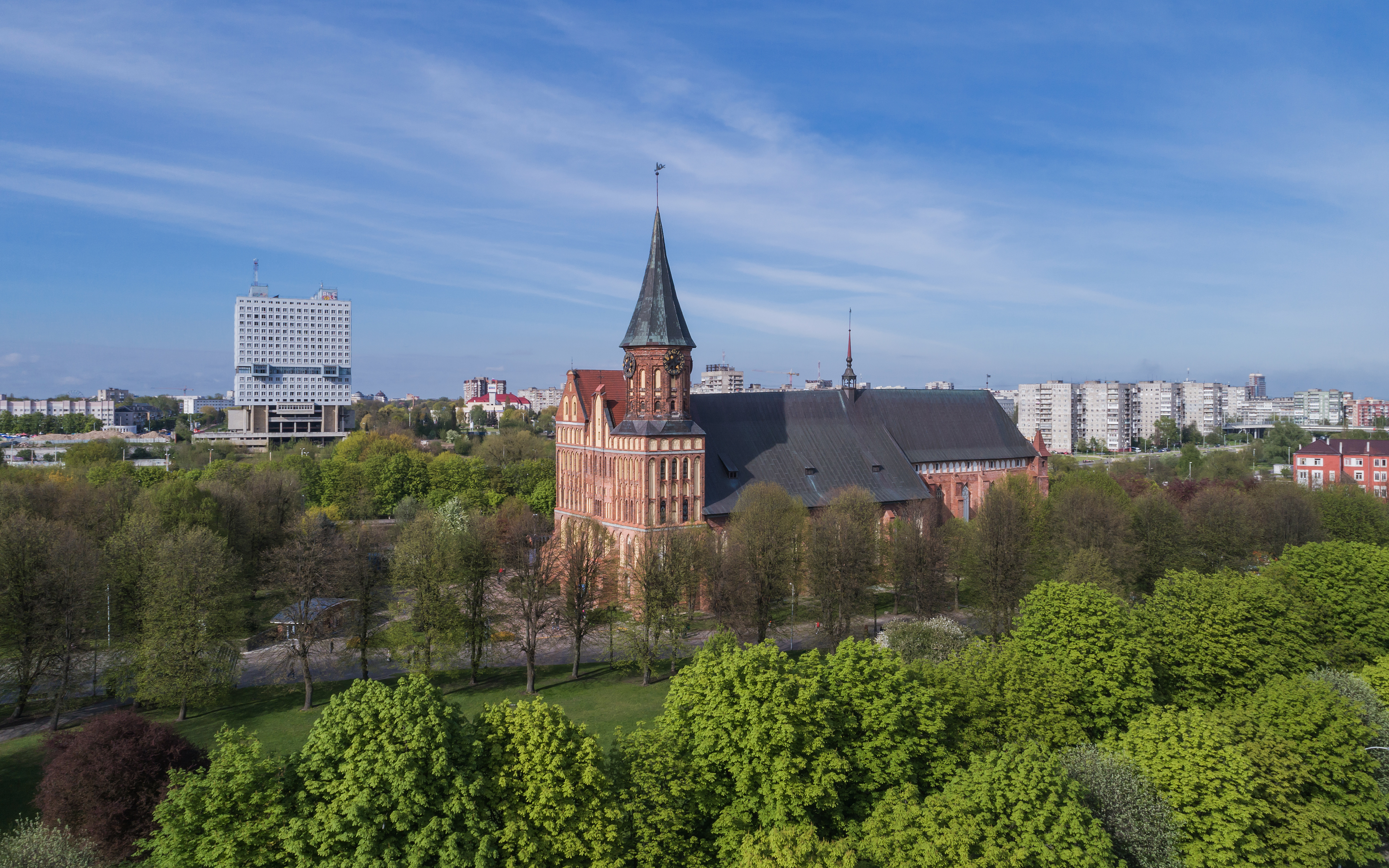
Kaliningrado
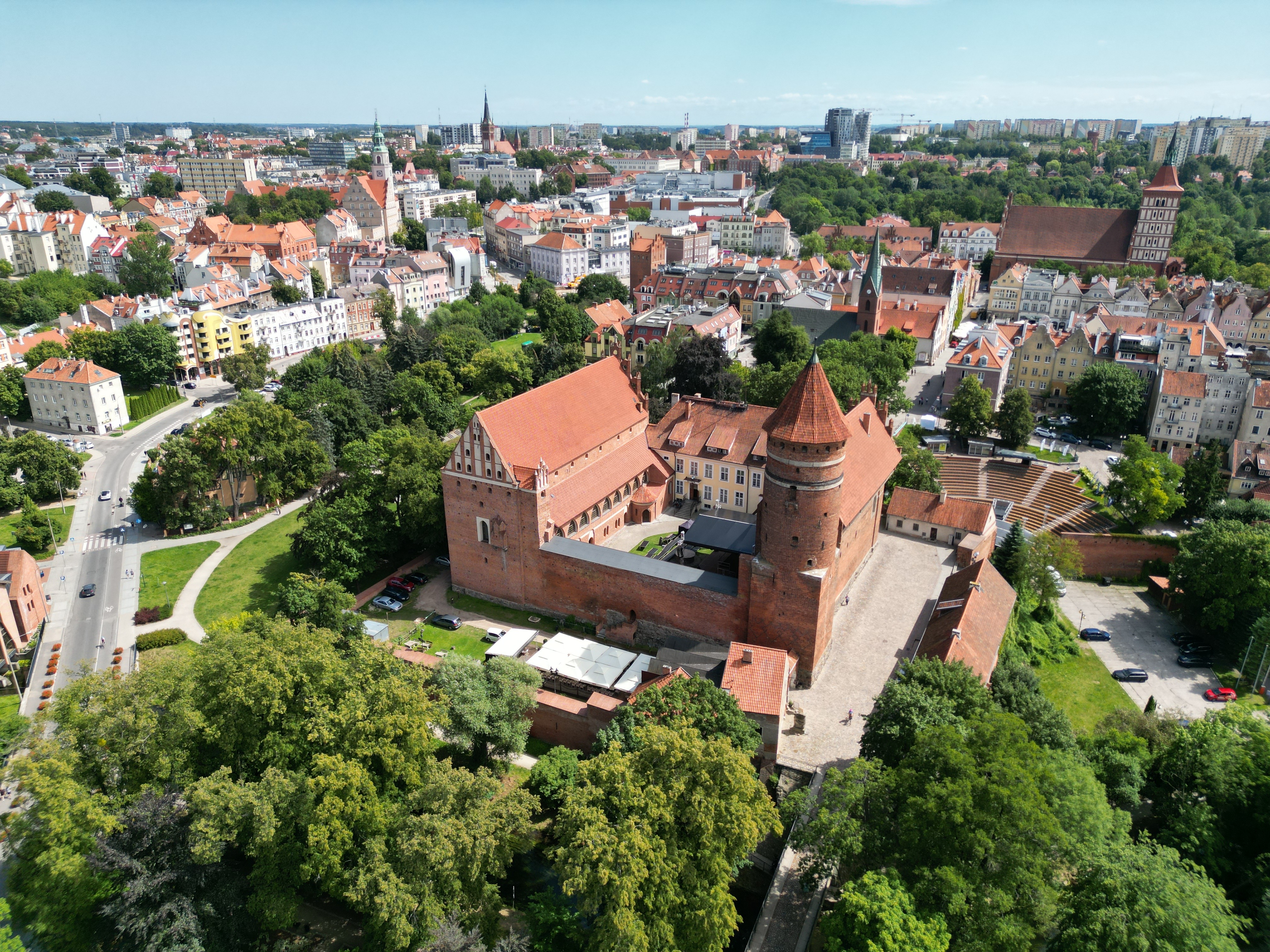
Olsztyn
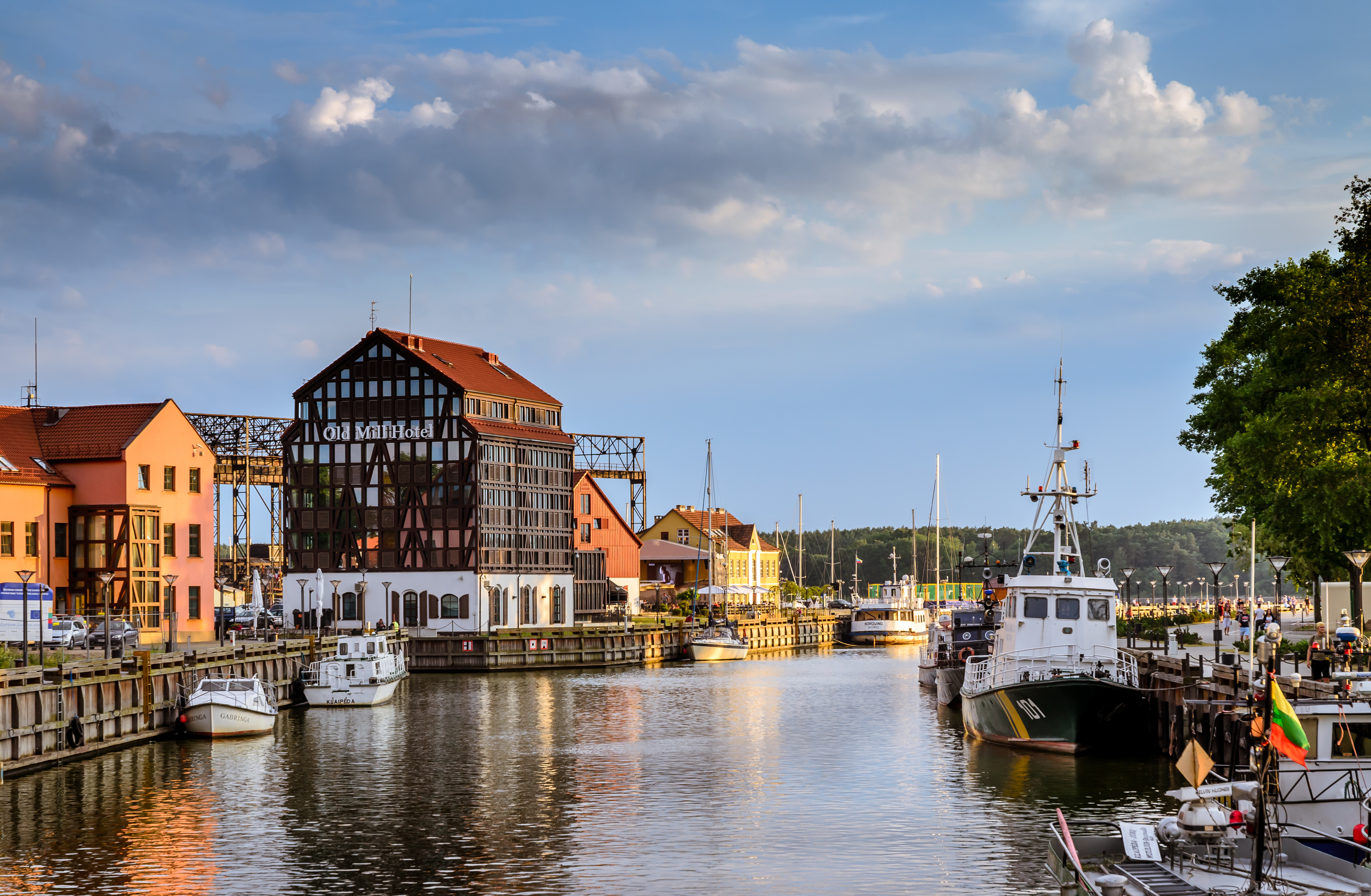
Klaipėda
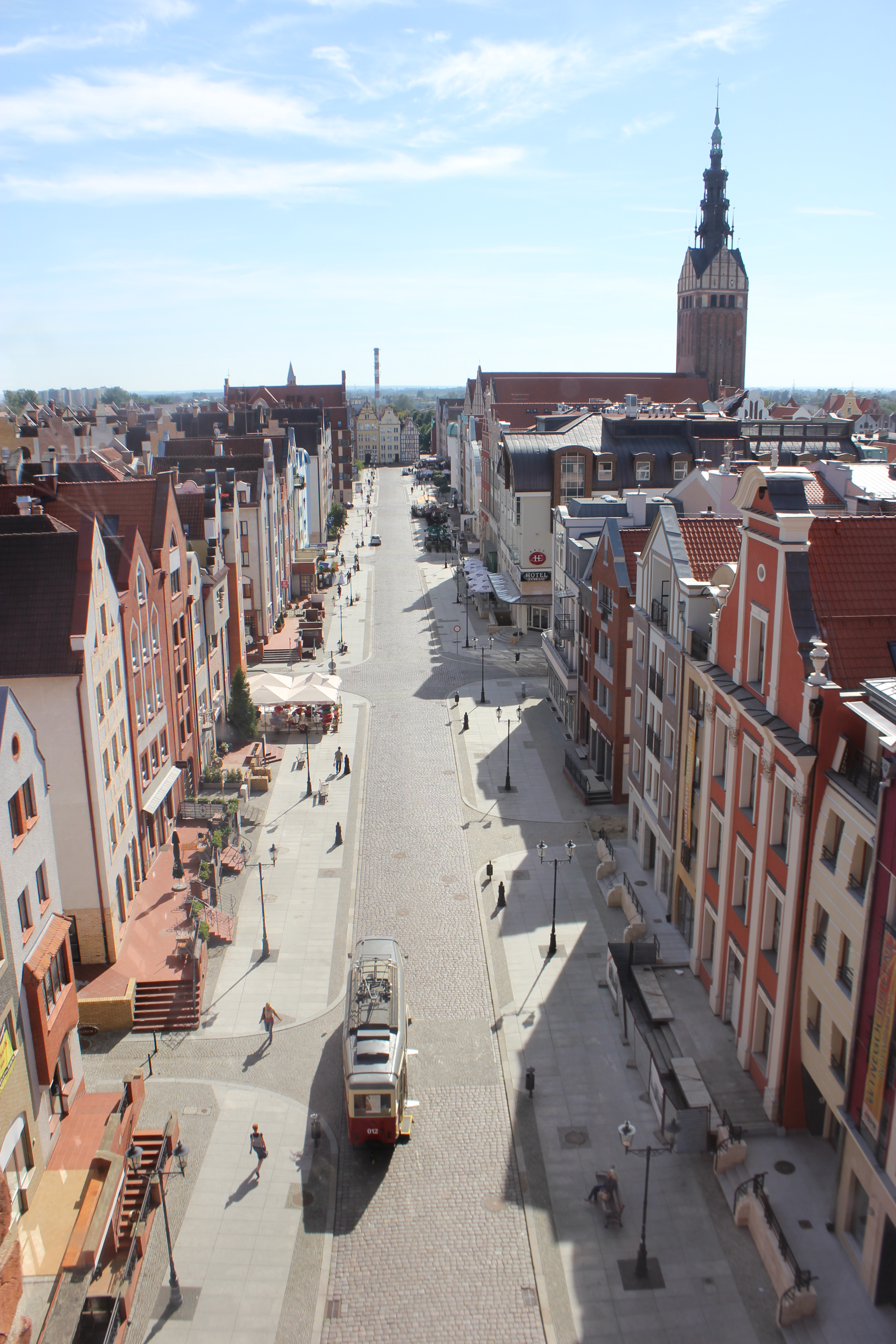
Elbląg
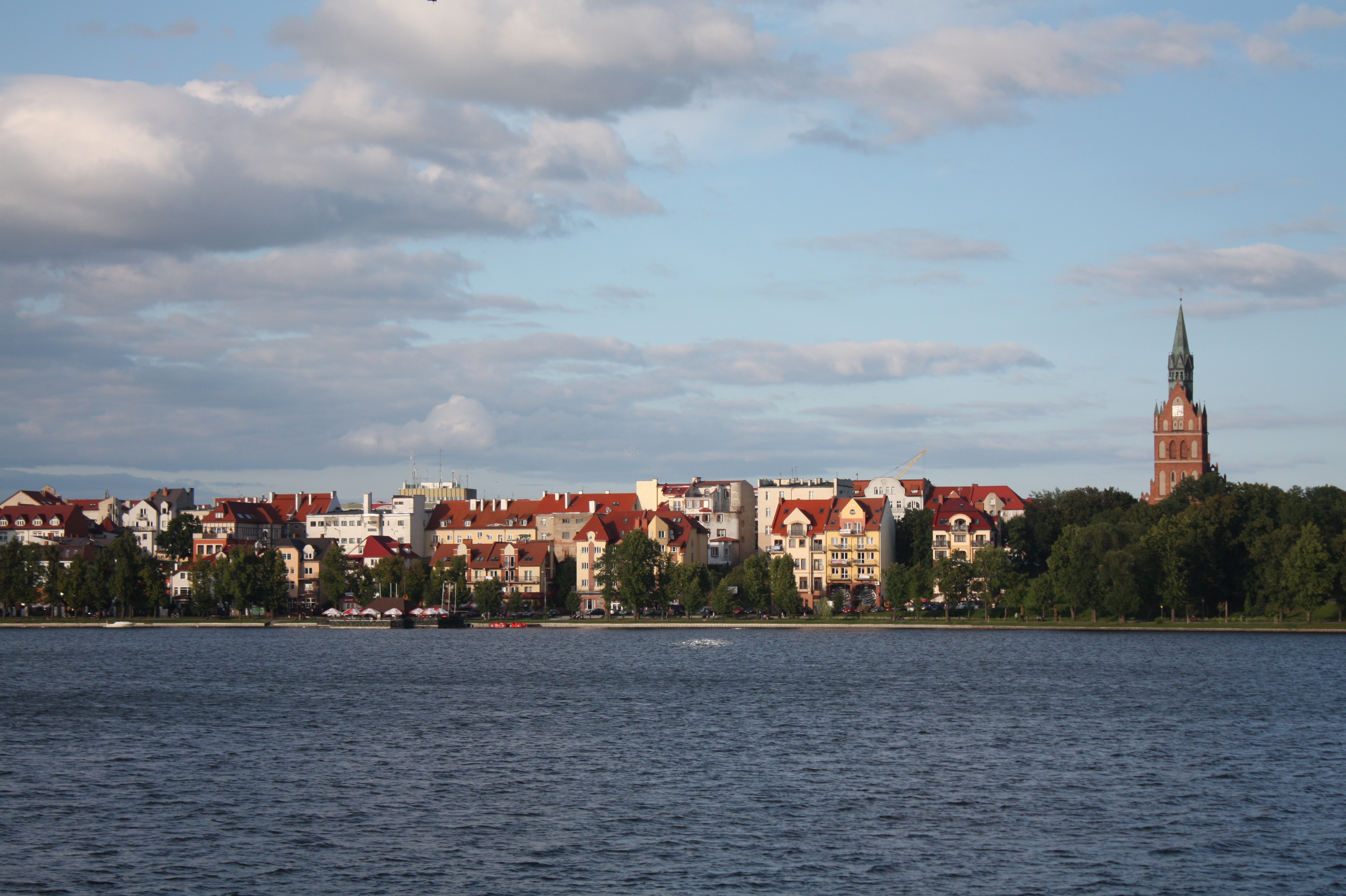
Ełk
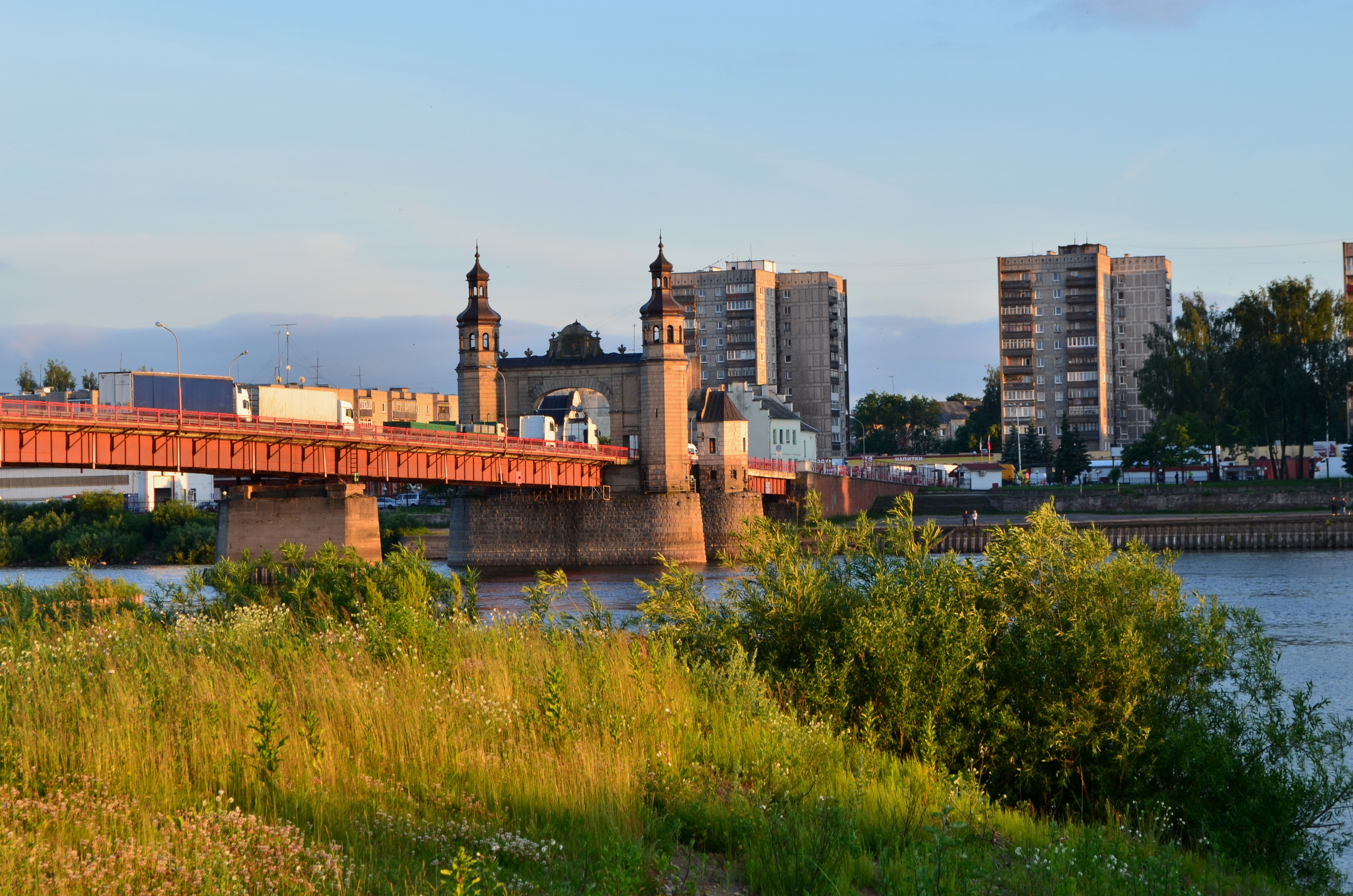
Sovetsk
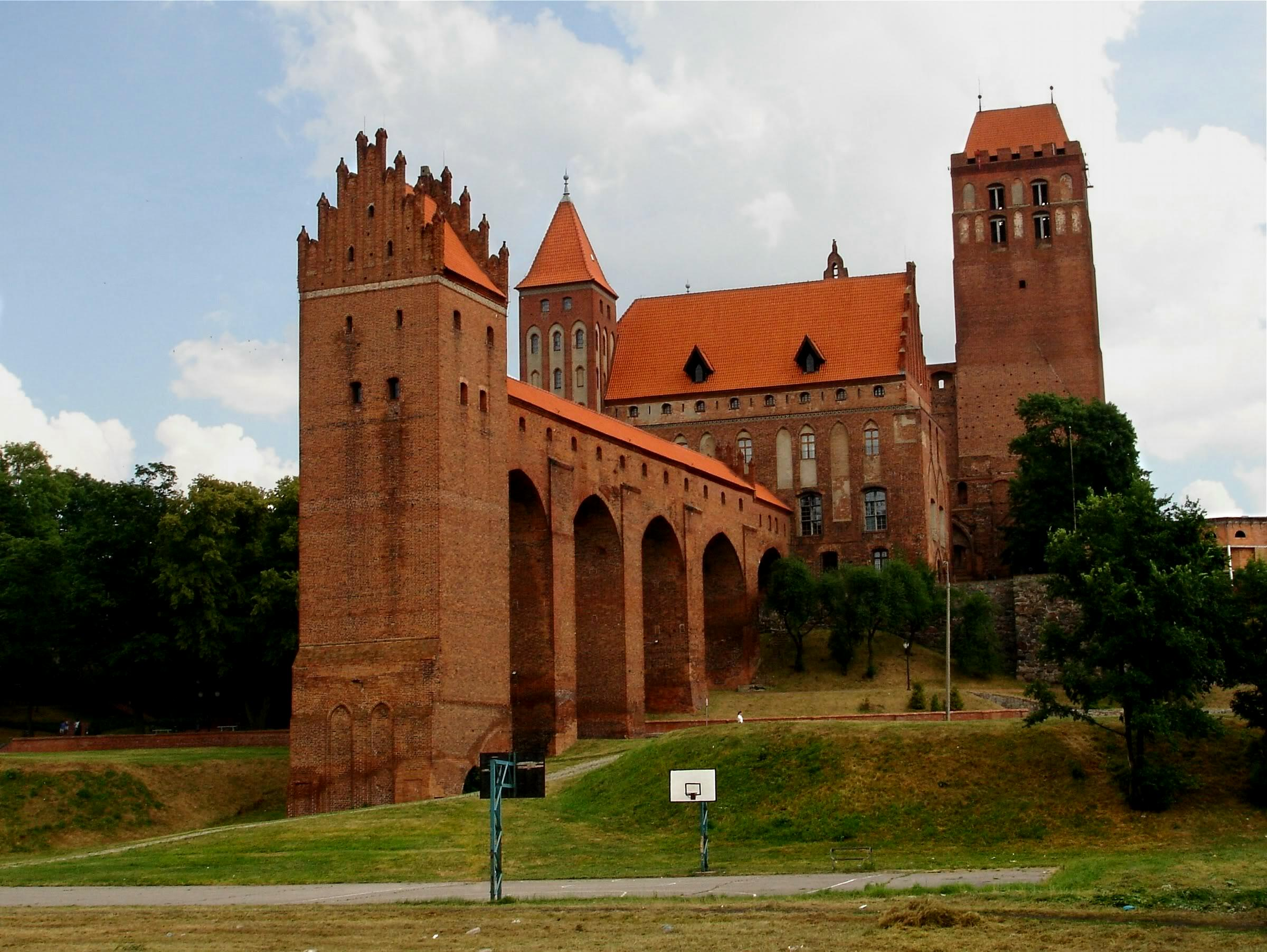
Kwidzyn
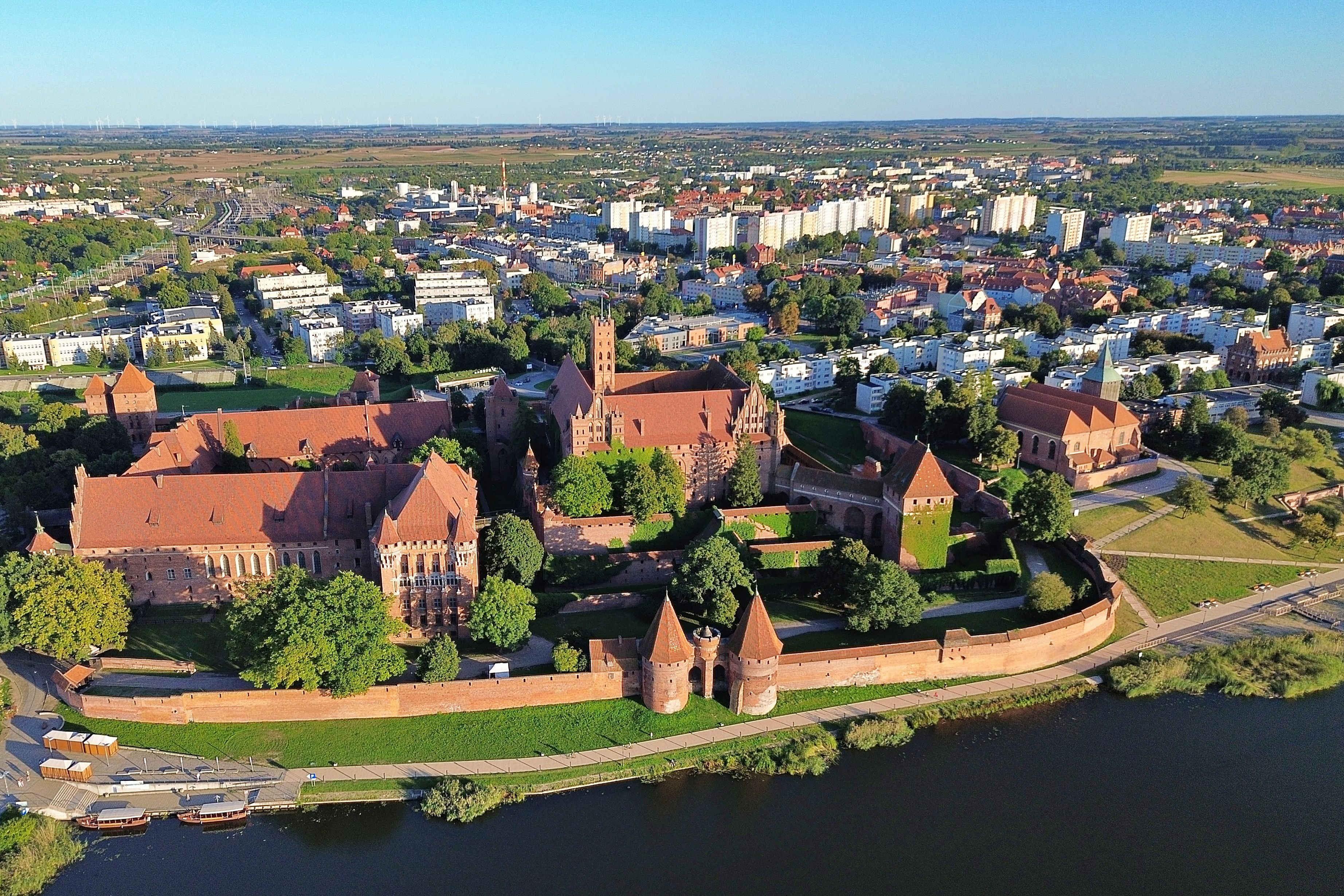
Malbork
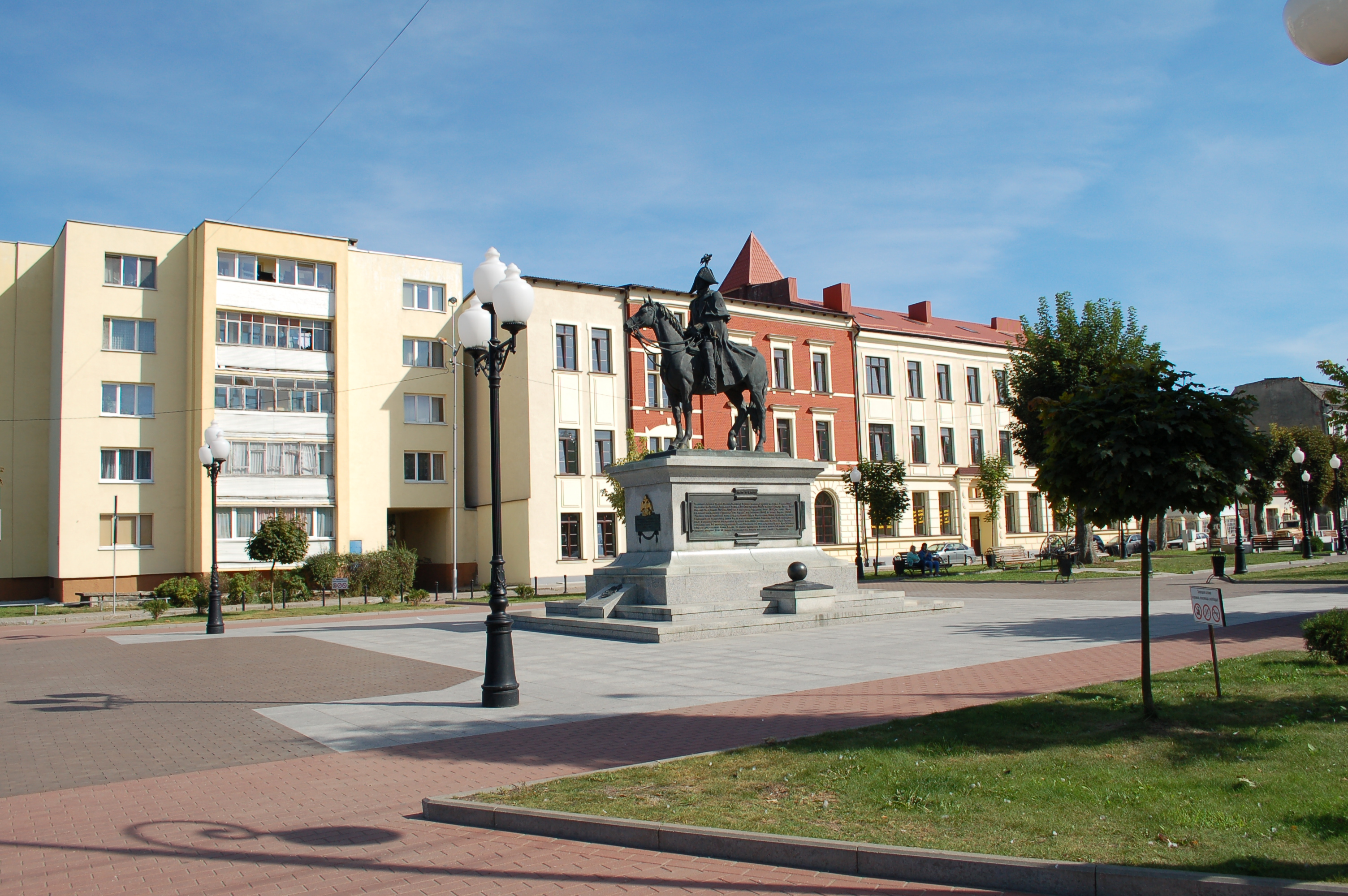
Chernyakhovsk
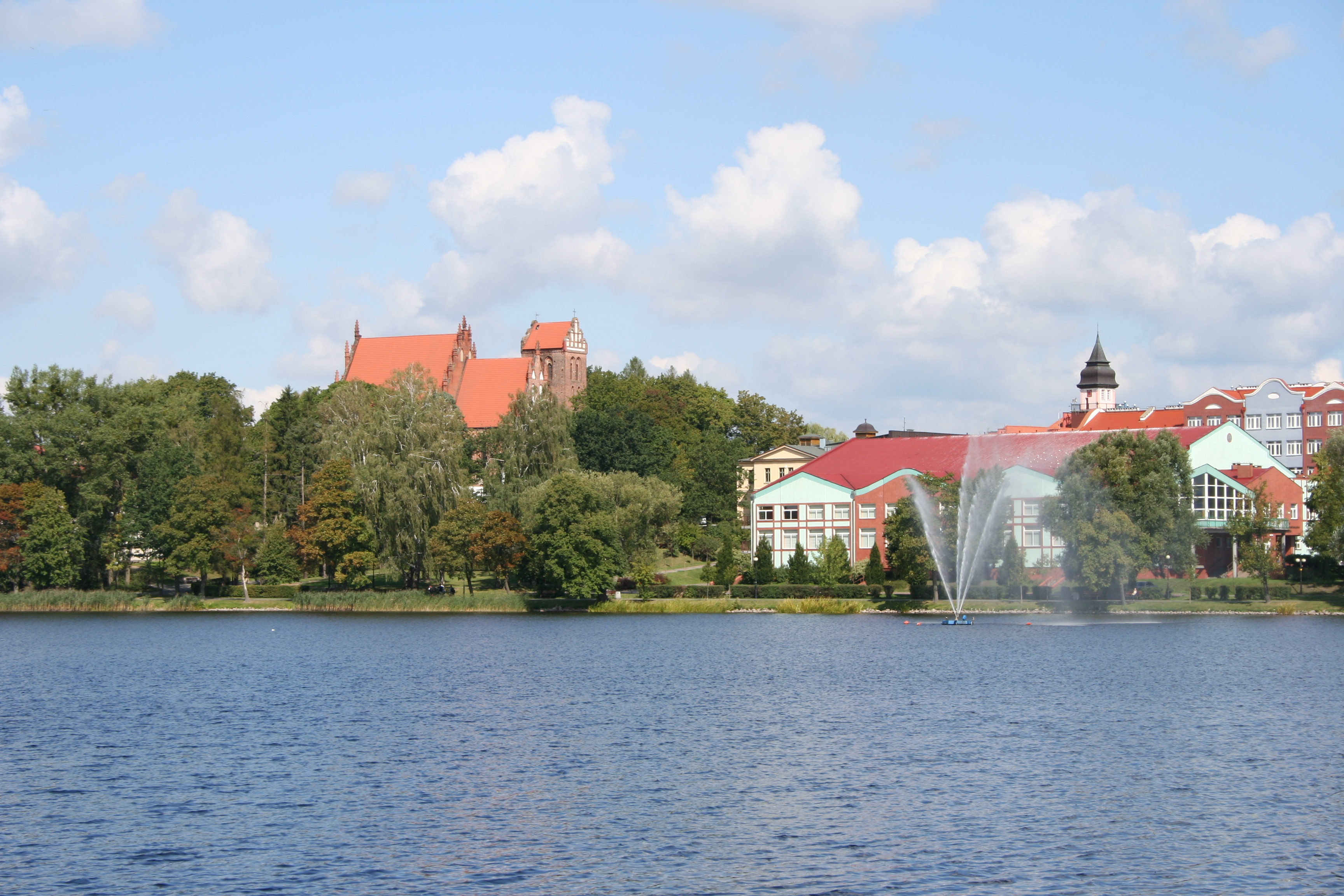
Iława

## Turismo
O Castelo de Malbork na Polônia e o Istmo da Curlândia na Lituânia e na Rússia são designados Património Mundial. Existem nove locais designados como Monumentos Históricos da Polônia:
- Castelo de Malbork
- Complexo do Castelo e Catedral de Kwidzyn
- Basílica Arquicatedral da Assunção da Bem-Aventurada Virgem Maria e Santo André, Frombork
- Canal Elblag
- Castelo de Lidzbark[62]
- Castelo de Olsztyn
- Campo da Batalha de Grunwald
- Santuário de Święta Lipka
- Santuário de Santa Maria em Stoczek Klasztorny[63]